# In Gyo-jin
In Gyo-jin (en hangul, 인교진; hanja: 印喬鎭; Cheongju, 29 de agosto de 1980) es un actor y personaje televisivo surcoreano.

## Vida personal
Nació el 29 de agosto de 1980 en Cheongju, Chungcheongbuk-do. Su padre, In Chi-wan, fue el director ejecutivo de una empresa de fabricación de resina sintética, cables y otros materiales, Sungwon Industries. Gyo-jin es el mayor de dos hermanos; su hermano menor, In Doo-jin, también es actor. Padre e hijo mayor han aparecido juntos en el programa televisivo de 2012 Qualifications of a Man de KBS2 y de nuevo en otro programa de 2018, con otros miembros de la familia.
Aunque comenzó los estudios superiores en la Universidad de Dankook, en el departamento de lengua y literatura inglesa, los abandonó antes de la graduación.
En abril de 2014 comenzó a salir con So Yi-hyun, y se casaron en Yeoksam-dong el 4 de octubre del mismo año.Ambos habían compartido durante doce años agencia de representación, y habían coincido en el reparto de algunas series: en Aeja's Older Sister, Minja (2008) incluso se habían casado, y en Happy Ending (2012) también formaron pareja. Tienen dos hijas: la mayor se llama In Ha-eun y nació el 4 de diciembre de 2015; la menor se llama In So-eun y nació el 2 de octubre de 2017. En 2016 el padre y la hija mayor fueron miembros del reparto del programa de variedades de KBS2 The Return of Superman.

## Carrera
In Gyo-jin debutó en 2000, en la serie de televisión Lifetime in the Country. Había sido reclutado en una audiencia abierta por MBC, productora de la serie. Al principio de su carrera, su entonces agencia le propuso que usara un nombre artístico, y fue conocido como Do Yi-sung (coreano: 도이성) hasta 2011. El motivo fue que durante muchos años no lograba acceder más que a papeles menores; por este mismo motivo en 2006 se fue a vivir una breve temporada a Estados Unidos. En 2012 volvió a usar su nombre de nacimiento por consejo de su nueva agencia Maidin Entertainment. En 2015 tanto In Gyo-jin como su mujer pasaron a la agencia Key East, donde permanecieron hasta septiembre de 2020, cuando firmaron un contrato exclusivo con H&Entertainment, siguiendo al gerente que la ha acompañado a ella desde 2010 y al actor desde 2015.

## Filmografía

### Cine
| Año  | Título              | Papel         | Notas              | Ref.          |
| ---- | ------------------- | ------------- | ------------------ | ------------- |
| 2002 | The Hidden Princess | Soo-il        |                    | [ 14 ]        |
| 2006 | Holy Daddy          | Lee Chang-soo |                    |               |
| 2008 | The Divine Weapon   | In-ha         | Aparición especial | [ 14 ]        |
| 2016 | Mood of the Day     | Dong-wook     |                    |               |
| 2022 | Come Back Home      | Sang-man      |                    | [ 15 ] [ 16 ] |

### Series de televisión
| Año     | Título                         | Papel                           | Canal | Notas                       | Ref.          |
| ------- | ------------------------------ | ------------------------------- | ----- | --------------------------- | ------------- |
| 2000    | Lifetime in the Country        | Jae-dong                        | MBC   |                             | [ 9 ]         |
| 2001    | Three Friends                  | Camarero en restaurante         | MBC   | Cameo                       |               |
| 2001    | How Should I Be?               | Min-soo                         | MBC   |                             |               |
| 2001    | I Want to See Your Face        |                                 | MBC   |                             |               |
| 2003    | A Windy Gene                   | Jung-hak                        | KBS2  |                             |               |
| 2003    | Fairy and Swindler             | Go Min-sang                     | SBS   | Drama Special               |               |
| 2005    | That Summer's Typhoon          |                                 | SBS   |                             |               |
| 2006    | How Much Love                  | Oh Soo-chul                     | MBC   |                             |               |
| 2008    | Aeja's Older Sister, Minja     | Park Ha-jin                     | SBS   |                             |               |
| 2009    | Queen Seondeok                 | Kim Yong-choon                  | MBC   |                             | [ 14 ]        |
| 2011    | The Greatest Love              | Marido de Han Mi-na             | MBC   |                             | [ 9 ]         |
| 2011    | Miss Ajumma                    | Lee Byung-chul                  | SBS   |                             |               |
| 2011    | If Tomorrow Comes              | Lee Sung-ryong                  | SBS   |                             | [ 11 ]        |
| 2012    | Happy Ending                   | Lee Sung-hoon                   | jTBC  |                             | [ 14 ]        |
| 2012    | I Need Romance 2012            | Han Jung-min                    | tvN   |                             |               |
| 2012    | The King's Doctor              | Kwon Suk-chul                   | MBC   |                             |               |
| 2013    | Hur Jun, The Original Story    | Príncipe Gwanghae               | MBC   |                             |               |
| 2013    | Buen doctor                    | Marido de Lee Soo-jin           | KBS2  | Ep. 12                      |               |
| 2013    | Waiting for Love               | Exnovio de Joo Yeon-ae          |       | Cameo                       |               |
| 2013    | Tears of Heaven                | Jin Hyun-woong                  | MBN   |                             | [ 17 ]        |
| 2013    | More and More                  | Tae-won                         | MBC   | Drama Festival              |               |
| 2014    | Cunning Single Lady            | Hombre en programa televisivo   | MBC   | Cameo, ep. 1                | [ 14 ]        |
| 2014    | A New Leaf                     | Park Sang-tae                   | MBC   |                             | [ 18 ]        |
| 2014    | Birth of a Beauty              | Gyo Ji-hoon                     | SBS   |                             | [ 12 ]        |
| 2015    | Make a Woman Cry               | Hwang Kyung-chul                | MBC   |                             | [ 19 ]        |
| 2015    | Vamos, atrévete                | Im Soo-yong                     | KBS2  |                             | [ 20 ]        |
| 2016    | Becky's Back                   | Hong Doo-sik                    | KBS2  |                             | [ 9 ] [ 10 ]  |
| 2016    | Sweet Stranger and Me          | Médico de urgencias             | KBS2  | Cameo, ep. 1-2              |               |
| 2016    | Entourage                      | Él mismo                        | tvN   | Cameo con So Yi-hyun, ep. 6 | [ 21 ]        |
| 2016    | My Fair Lady                   | Propietario de taller de coches | KBS2  | Cameo                       |               |
| 2017    | Ms. Perfect                    | Hong Sam-gyu                    | KBS2  |                             | [ 10 ]        |
| 2017    | Fight for My Way               | Kim In-gyo                      | KBS2  | Cameo                       |               |
| 2017    | Jugglers                       | Jo Sang-Moo                     | KBS2  |                             | [ 22 ]        |
| 2018    | Feel Good to Die               | Kang In-han                     | KBS2  |                             | [ 23 ]        |
| 2019    | Welcome to Waikiki 2           | Kwak Ha-ni                      | jTBC  | Cameo, ep. 5                |               |
| 2019    | My Country                     | Park Moon-bok                   | jTBC  |                             | [ 9 ]         |
| 2019    | When the Camellia Blooms       | Hwang Doo-shik                  | KBS2  | Cameo, ep. 26               |               |
| 2020    | To All The Guys Who Loved Me   | In Gyo-seok                     | KBS2  | Aparición especial, ep.1-3  | [ 24 ] [ 25 ] |
| 2020-21 | Homemade Love Story            | Kim Hwak-se                     | KBS2  |                             | [ 26 ] [ 27 ] |
| 2021    | El amor es como el chachachá   | Jang Young-guk                  | tvN   |                             | [ 28 ] [ 29 ] |
| 2022    | Love All Play                  | Joo Sang-hyeon                  | KBS2  |                             | [ 30 ]        |
| 2023    | The Secret Romantic Guesthouse | Yook Ho                         | SBS   |                             | [ 31 ]        |
|         | Who Is She                     | Choi Min-seok                   | KBS2  |                             | [ 32 ] [ 33 ] |
| 2024-25 | Namib                          | Oh Bong-gyu                     | ENA   |                             | [ 34 ]        |

### Programas de variedades televisivas
| Año     | Título                                           | Función             | Canal | Notas                                                     | Ref.          |
| ------- | ------------------------------------------------ | ------------------- | ----- | --------------------------------------------------------- | ------------- |
| 2016    | The Return of Superman                           | Miembro del reparto | KBS2  | Con su mujer So Yi-hyun y la hija de ambos, In Ha-eun     | [ 35 ]        |
| 2018    | Same Bed, Different Dreams 2: You Are My Destiny | Miembro del reparto | SBS   | Ep. 31-115. También aparecen otros miembros de su familia | [ 5 ] [ 3 ]   |
| 2020    | Like Likes Like                                  | Miembro del reparto |       |                                                           |               |
| 2022-23 | High School Dad                                  | Presentador         | MBN   | Temporadas 1-3                                            | [ 36 ] [ 37 ] |
| 2022-23 | Dads from across the water                       | Presentador         | MBC   | Con Jang Yoon-jeong y Kim Na-young                        | [ 38 ] [ 39 ] |
| 2023    | Oh Eun-young's Game                              | Juez                | ENA   |                                                           | [ 40 ]        |

## Premios y nominaciones
| Año  | Premios                | Categoría                          | Papel                                            | Resultado | Ref.          |
| ---- | ---------------------- | ---------------------------------- | ------------------------------------------------ | --------- | ------------- |
| 2015 | 34.º MBC Drama         | Mejor actor de reparto en serie TV | Make a Woman Cry                                 | Nominado  |               |
| 2016 | 30.º KBS Drama         | Mejor actor de reparto             | Becky's Back                                     | Nominado  |               |
| 2017 | 31.º KBS Drama         | Mejor actor de reparto             | Girls' Generation 1979 Ms. Perfect               | Nominado  | [ 10 ]        |
| 2018 | 12.º SBS Entertainment | Mejor familia (con So Yi-hyun)     | Same Bed, Different Dreams 2: You Are My Destiny | Ganadores | [ 41 ] [ 42 ] |
| 2018 | 32.º KBS Drama         | Mejor actor de reparto             | Feel Good to Die Jugglers                        | Ganador   | [ 43 ]        |
| 2020 | 34.º KBS Drama         | Mejor actor de reparto             | Homemade Love Story                              | Nominado  |               |
| 2021 | 7.º APAN Star          | Mejor actor de reparto             | Homemade Love Story                              | Nominado  |               |